# Вотервілл (Вермонт)
Вотервілл (англ. Waterville) — місто (англ. town) в США, в окрузі Ламойлл штату Вермонт. Населення — 686 осіб (2020).

## Демографія
Згідно з переписом 2010 року, у місті мешкали 673 особи в 274 домогосподарствах у складі 195 родин. Було 319 помешкань
Расовий склад населення:
| - 97,9 % — білих - 0,7 % — корінних американців - 0,1 % — чорних або афроамериканців - 0,1 % — азіатів |

До двох чи більше рас належало 1,0 %. Частка іспаномовних становила 0,3 % від усіх жителів.
За віковим діапазоном населення розподілялося таким чином: 23,2 % — особи молодші 18 років, 64,2 % — особи у віці 18—64 років, 12,6 % — особи у віці 65 років та старші. Медіана віку мешканця становила 41,9 року. На 100 осіб жіночої статі у місті припадало 105,2 чоловіків;  на 100 жінок у віці від 18 років та старших — 98,1 чоловіків також старших 18 років.
Середній дохід на одне домашнє господарство  становив 74 784 долари США (медіана — 66 776), а середній дохід на одну сім'ю — 78 709 доларів (медіана — 71 563). Медіана доходів становила 49 886 доларів для чоловіків та 42 917 доларів для жінок. За межею бідності перебувало 14,2 % осіб, у тому числі 22,2 % дітей у віці до 18 років та 8,6 % осіб у віці 65 років та старших.
Цивільне працевлаштоване населення становило 368 осіб. Основні галузі зайнятості: освіта, охорона здоров'я та соціальна допомога — 24,5 %, роздрібна торгівля — 10,9 %, мистецтво, розваги та відпочинок — 10,9 %.